# Теорія порівняльних переваг
Порівняльна перевага — це здатність країни виробляти товари й послуги з нижчою альтернативною вартістю, ніж в іншій країні.
Не завжди абсолютна перевага є необхідною умовою для розвитку міжнародної торгівлі. Згідно з теорією порівняльних переваг, країна має порівняльну перевагу у виробництві товарів і послуг, якщо в неї нижчі альтернативні витрати. Вигідна зовнішня торгівля можлива для будь-якої країни й базується на різному співвідношенні внутрішніх відносних цін між країнами, тобто наявності порівняльної переваги в кожної з країн.
Обидві країни-торговельні партнери отримають виграш при експорті товарів за відносно вищими цінами, ніж при продажу всередині країни, й імпорту відносно дешевших товарів, ніж якби вони були вироблені всередині країни. Спеціалізація на принципі порівняльної переваги дозволяє ефективніше використовувати світові ресурси й збільшити світовий обсяг виробництва.